# Rodrigo Gomes Pinheiro
Rodrigo Gomes Pinheiro ou simplesmente Rodrigo Pinheiro (?, 1482 — Porto, 1572) foi o 2.º bispo da diocese de Angra, que governou de 1540 a 1552, e o 38.º bispo do Porto, de 1552 a 1572.

## Biografia
Era filho de D. Diogo Pinheiro, Prior de Tomar e 1.º Bispo do Funchal, e neto paterno do Dr. Pedro Esteves Cogominho e de sua mulher Isabel Pinheiro.
Foi doutor in utroque jure pela Universidade de Coimbra, sendo depois ordenado clérigo e iniciando uma carreira eclesiástica que o levou a ser nomeado em 1528 para abade de Santa Marinha de Ferreiró, de Touguinha e de São Martinho de Soago (hoje Soajo em Arcos de Valdevez), tudo abadias do Padroado Real.
Em 1539 foi nomeado pelo rei D. João III para o Conselho Geral do Santo Ofício e para desembargador da Casa do Cível.
O Papa Paulo III confirmou-o bispo de Angra por bula de 24 de Setembro de 1540, mas nunca chegou a entrar  na sua diocese, permanecendo em Lisboa no governo da Casa do Cível, de que foi um dos primeiros deputados, e como ministro da Mesa da Consciência e Ordens.
Governou a diocese de Angra através de um vigário geral e de visitadores, alguns deles bispos de anel, que conferiam as ordens sacras e mantendo a disciplina do clero. Mandou dar execução às deliberações do sínodo realizado em Lisboa no ano de 1536 que obrigavam os párocos a registarem os baptismos, casamentos e óbitos em livros próprios.
No ano de 1552 D. Rodrigo Gomes Pinheiro foi transferido para o bispado do Porto, exercendo aquele cargo até falecer em Agosto de 1572.
Enquanto bispo do Porto, favoreceu os religiosos da Companhia de Jesus, que em 1560, a seu pedido, se estabeleceram no Porto, para o que teve de vencer a forte resistência dos cidadãos portuenses. Mandou construir nas margens do rio Leça a Quinta de Santa Cruz do Bispo, hoje um imóvel classificado, com o objectivo de criar um local de repouso, divertimento e recreio para os bispos da diocese. A instalação da quinta levou a que a localidade de Santa Cruz Riba Leça adoptasse o topónimo de Santa Cruz do Bispo. Mandou também erigir o cruzeiro da Sé do Porto.
Em 1571, D. Rodrigo Gomes Pinheiro (contando já 89 anos de idade e 19 de bispo do Porto) e o bispo da Guarda, D. João de Portugal, foram alvo de uma denúncia às autoridades romanas por parte do Inquisidor-geral, o cardeal-infante D. Henrique, por alegadamente descurarem os seus deveres pastorais e mostrarem pouco afinco na vigilância dos delitos de fé nas suas dioceses. No mesmo ano, D. Rodrigo Ribeiro defendeu um réu da Inquisição de Coimbra, o veneziano Giovanni Zana, acusado de luteranismo, não conseguindo, porém, evitar a sua condenação à fogueira.
Uma sua carta à rainha D. Catarina foi incluída na obra Filosofia de Príncipes de Bento José de Sousa Farinha.